# Burg Tsu
Die Burg Tsu (japanisch 津城, Tsu-jō) befindet sich in der Stadt Tsu in der Präfektur Mie. In der Edo-Zeit residierten dort zuletzt die Tōdō als große Tozama-Daimyō.

## Burgherren in der Edo-Zeit
- Ab 1600 Tomita Nobutaka (富田 信高; † 1633) mit einem Einkommen von 50.000 Koku.
- Ab 1609 die Tōdō mit 220.000 Koku.

## Geschichte
Die Burg von Tsu wurde früher Anotsu (安野津) genannt. Von hier aus konnte der Verkehr an der Küste überwacht werden. Die ab 1571 von Oda Nobukane (織田 信包; 1548–1614), einem Bruder Oda Nobunagas, erbaute Burg fiel dann an Tomita Nobutaka als Vasall Toyotomi Hideyoshis, den Tokugawa Ieyasu dort beließ, bis dann 1606 Tōdō Takatora Burgherr wurde. Dieser baute die Burg bis 1616 beträchtlich aus.

## Anlage

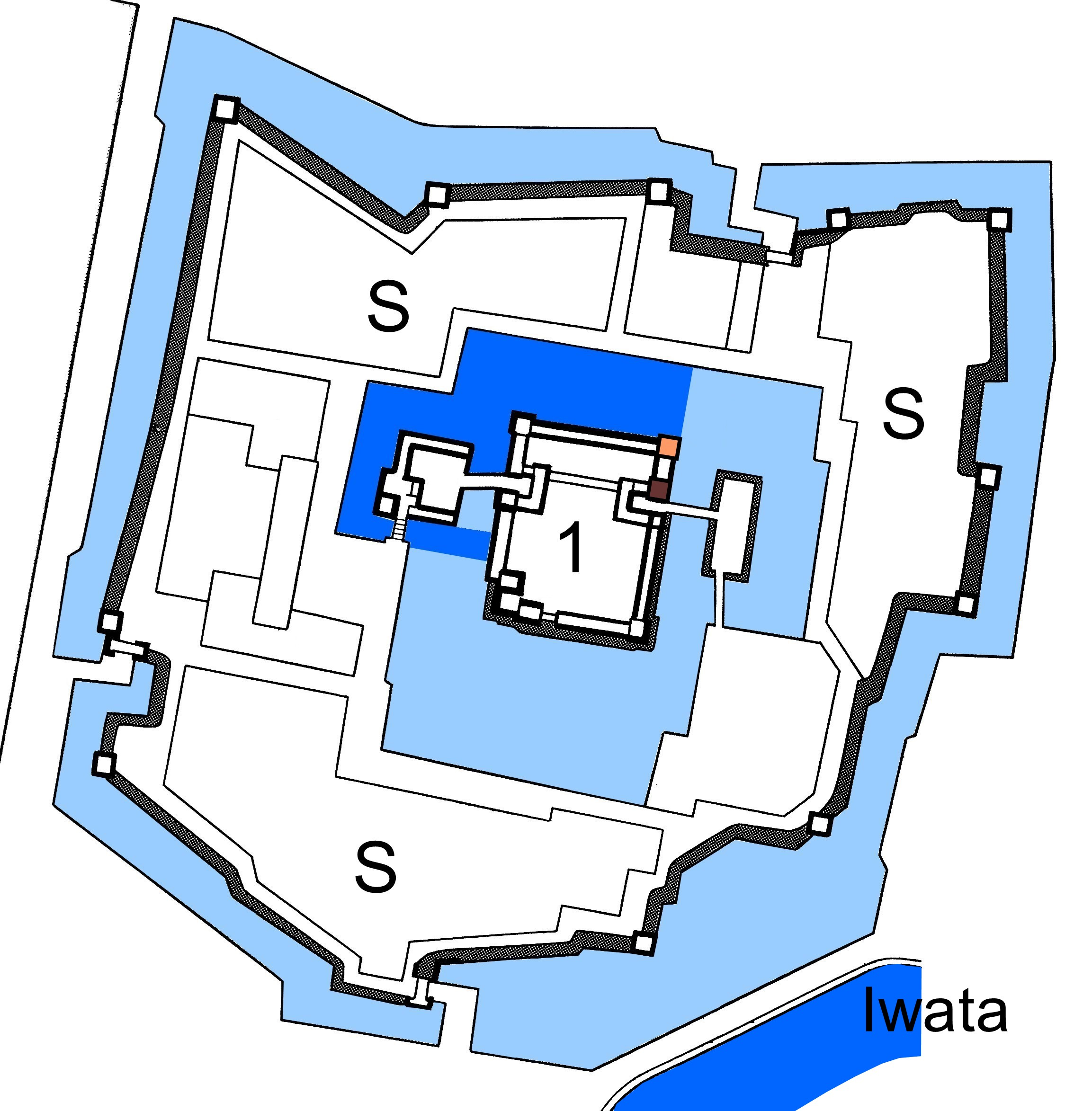
Plan der Burg
1: Hommaru, S: Quartiere höherer Vasallen
Dunkelblau: Erhaltene Gräben

Im Norden durch den Fluss Anō (安濃川, -gawa) und im Süden durch den Iwata (岩田川, -gawa) geschützt, wurde die Burg weiter innen durch zwei ringförmige Wassergräben gesichert. 
Der Zugang zum zentralen Burgbereich, dem Hommaru (本丸) wurde durch zwei inselförmige Anlagen, ein  im Nordwesten (西の丸, Nishi-no-maru) und eine weitere im Südosten (東の丸, Higashi-no-maru), geschützt. In der Südwest-Ecke des Hommaru sieht man die Basis für einen großen und für einen kleinen Burgturm (天守閣, tenshukaku), aber die Türme wurden nie gebaut. Stattdessen wurden an den anderen Ecken des Hommaru je ein Wachturm und noch zwei weitere an den Seiten gebaut. Dabei deutet die Bezeichnung Ushitora-Wachturm (丑寅櫓, Ushitora-yagura) nach den Zwölf Erdzweigen auf die Position in der Nordost-Ecke hin. Entsprechen hieß der dreistöckige Wachturm an der Nordwest-Ecke Inui-Wachturm (戌亥櫓, Inui-yagura). Er übernahm die Rolle des Burgturms. An der Südost-Ecke stand der Tsukimi-Wachturm (月見櫓, Tsukimi-yagura), ist also nicht nach den Erdzweigen benannt. Denn dann hätte er Tatsumi-Wachturm (辰巳櫓, Tatsumi-yagura) geheißen.
Die Mauern zeigen an der Basis mit gradem, etwas flacherem Anstieg, was als „Hundelauf“ (犬走り, inu-hahsiri) bezeichnet wird. Takatora nutzte diese Bauweise bereits beim Bau der Burg Imabari.
1871 wurden die Gebäude der Burg abgerissen, der zentrale Teil  in einen öffentlichen Park umgewandelt. Im Hommaru wurde ein Garten im japanischen Stil angelegt. Als Eingangstor zum Garten wurde das Tor zur ehemaligen Han-Schule Yūzōkan (有造館) hierher versetzt. Es trägt den Namen „Eingangstor zur Tugend“ (入徳門, Nyūtoku-mon). 1958 wurde der Ushitora-Wachturm wieder errichtet, allerdings aufwändiger, als das Original und nicht an der ursprünglichen Wallecke, im Plan der Burg gelb markiert, sondern versetzt zum Südost-Zugang, dem ehemaligen Higashikurogane-mon (東鉄門), braun markiert.

## Bilder

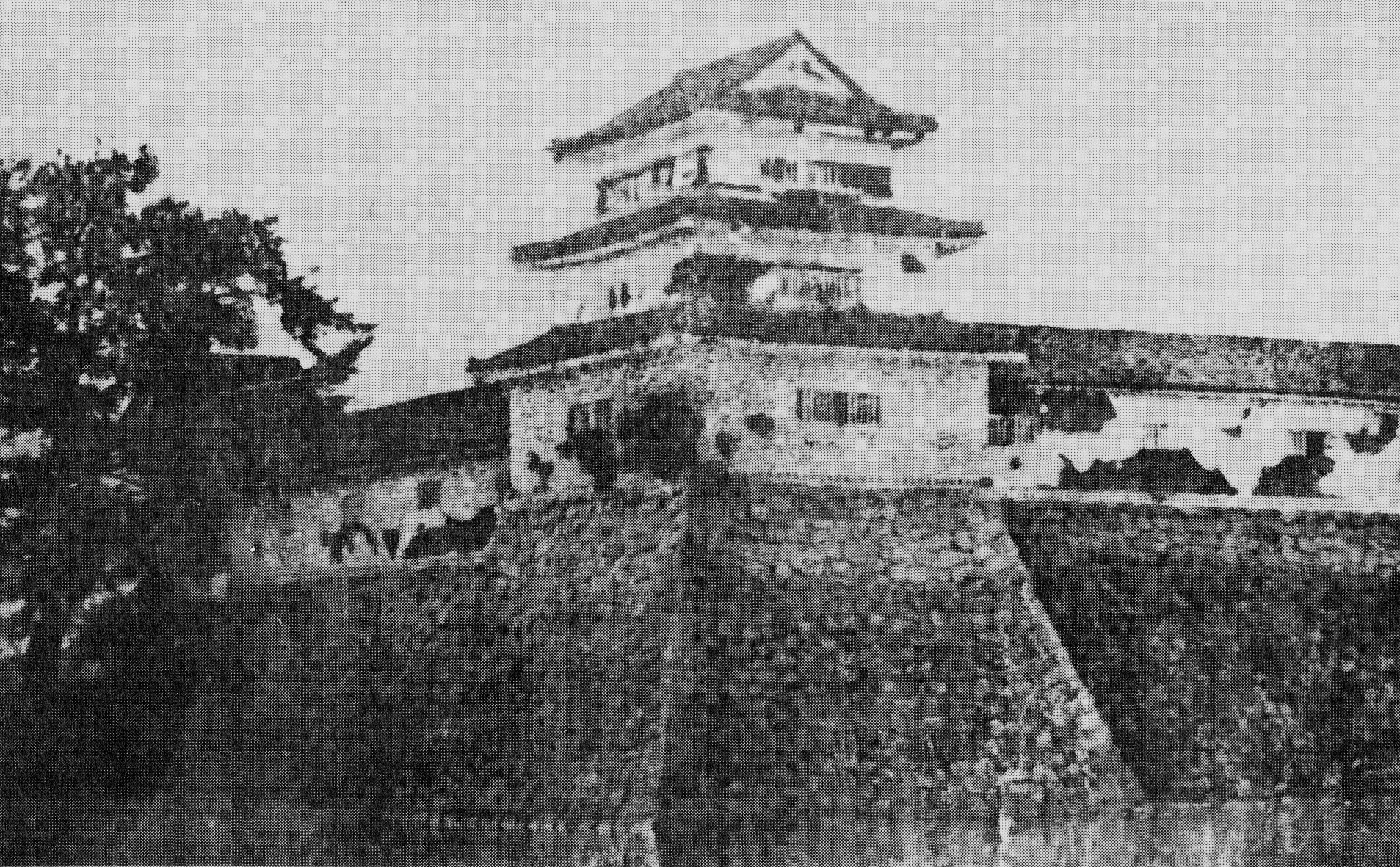
Ushitora-Wachturm 1868
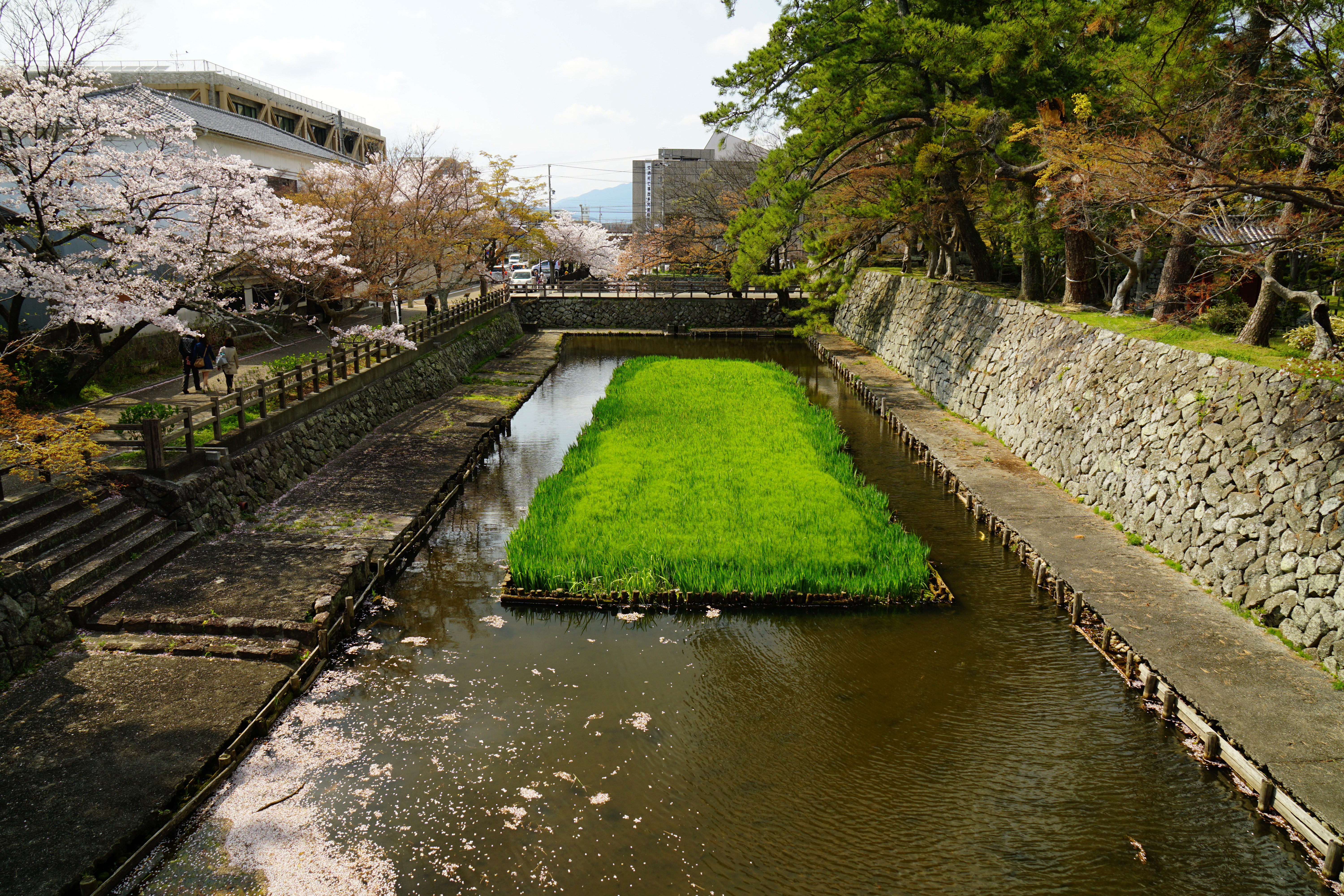
Graben an der Südwest-Seite
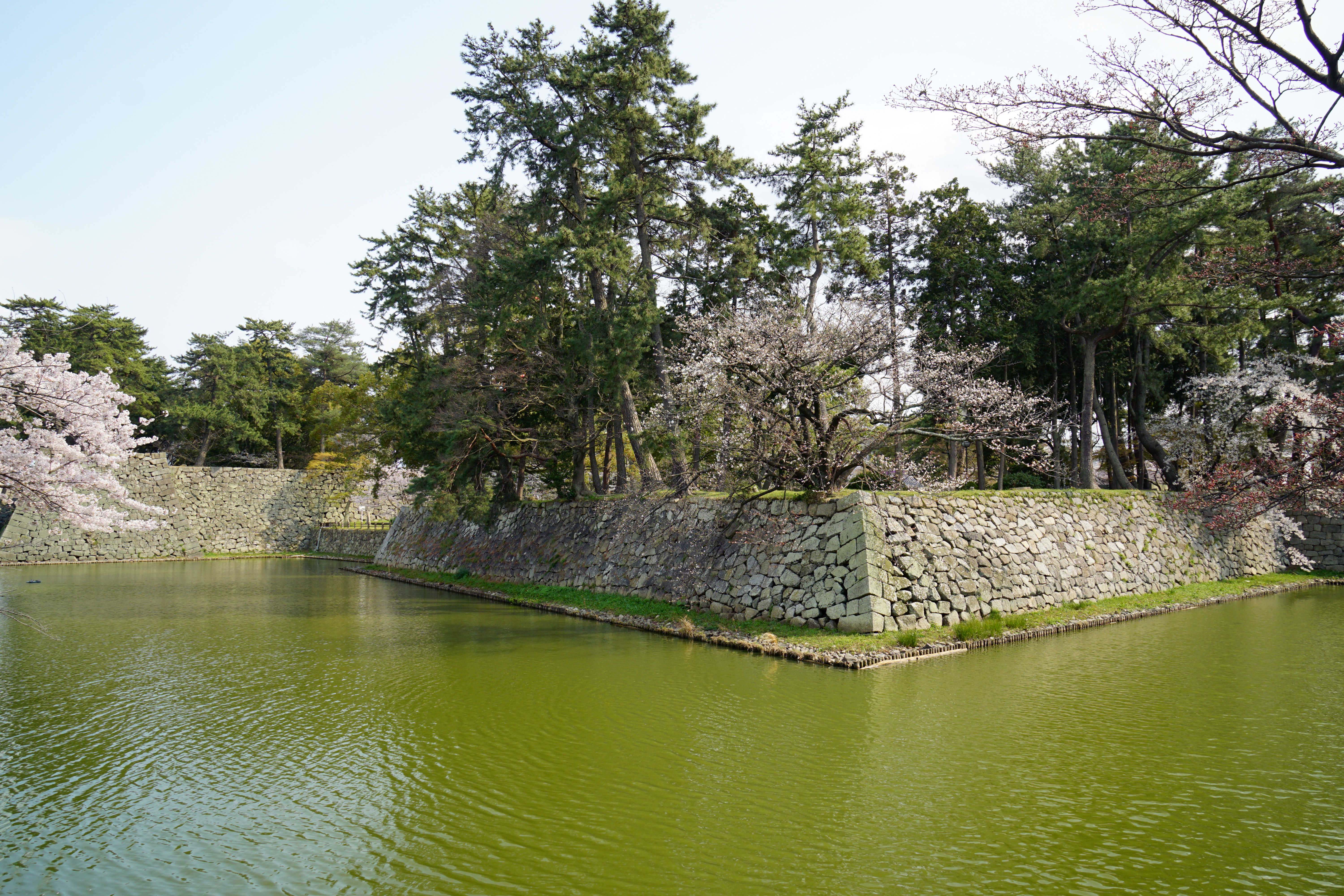
Grabenpartie
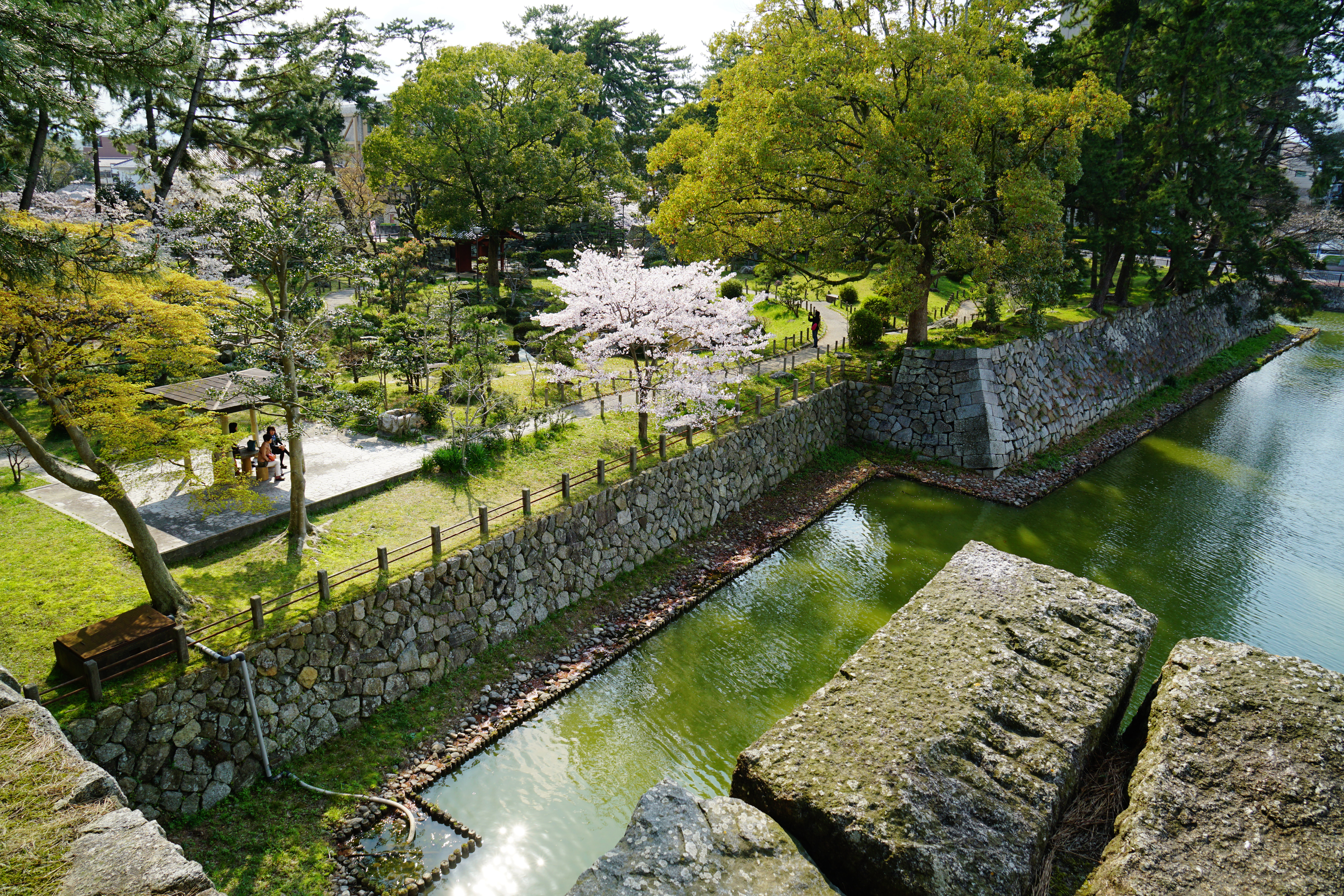
Blick von der Basis des Burgturms
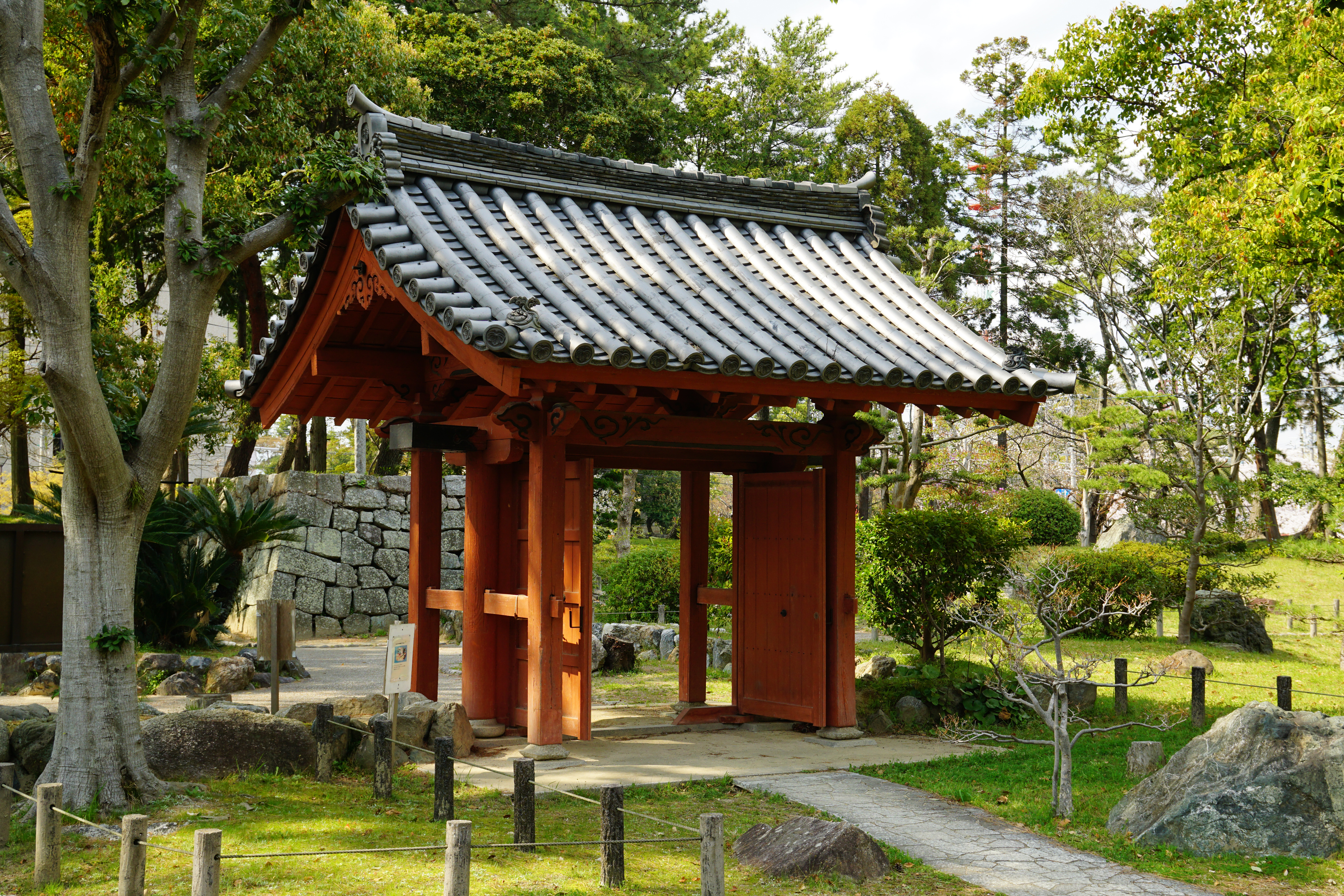
„Eingangstor zur Tugend“
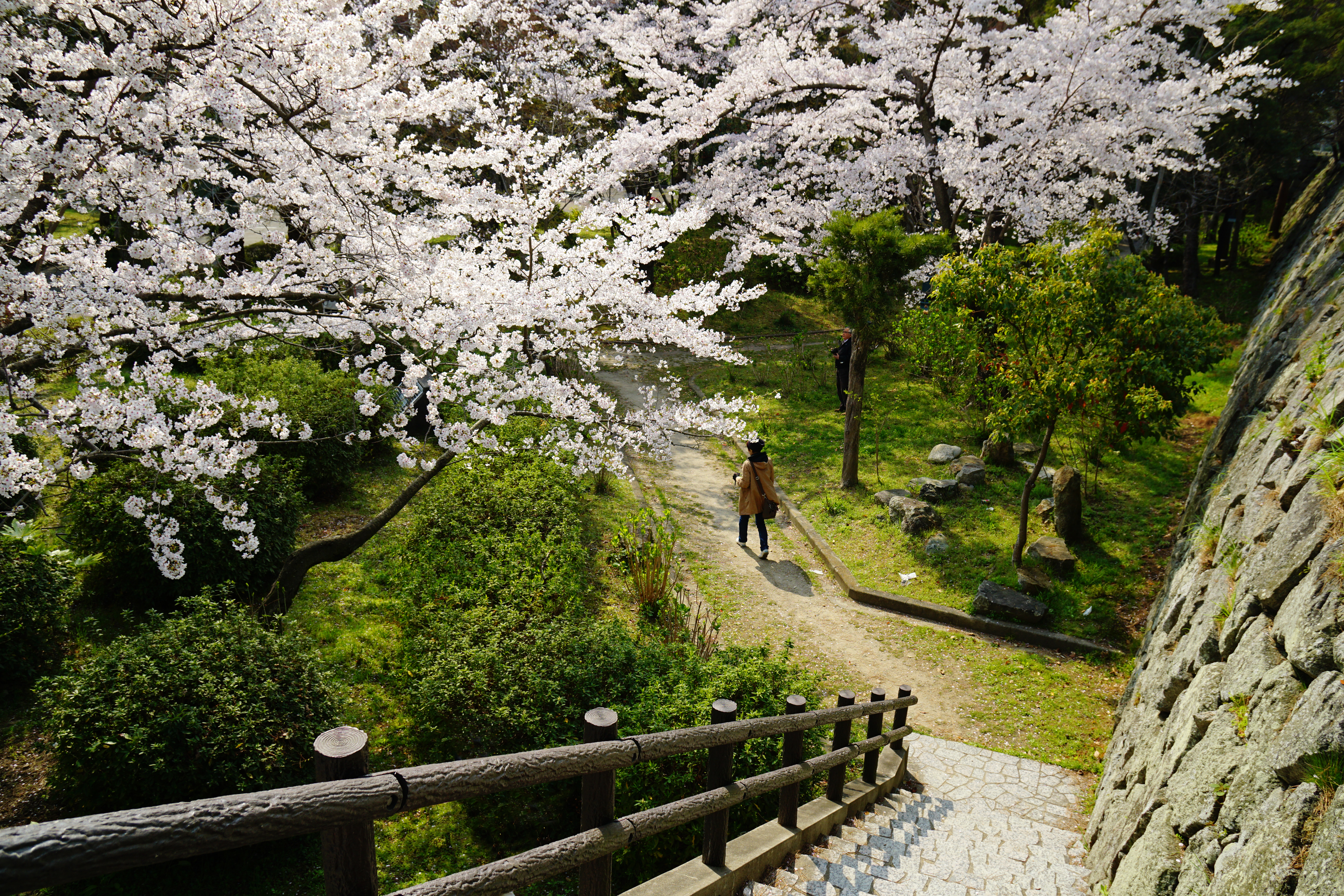
Innerhalb des Hommaru